# مژده لواسانی
مژده لواسانی (زادهٔ ۲۰ آبان ۱۳۶۸) مجری تلویزیون اهل ایران است.

## فعالیت هنری
مژده لواسانی ۲۰ آبان ۱۳۶۸ در محلهٔ شهرآرا تهران به دنیا آمد. او فعالیت رسانه‌ای خود را در سه سالگی و با برنامهٔ سلام کوچولو آغاز کرد و بعد از آن با برنامه‌های بچه‌های انقلاب و بوی گلِ آفتاب همکاری‌اش را با رادیو سراسری ادامه داده. او اولین نویسندگی مستقل برای رادیو را نیز با برنامهٔ من هم می‌توانم تجربه کرد. او همچنین در سنین کودکی و نوجوانی تجربهٔ بازیگری در سریال‌های پلاک ۱۴ (۱۳۷۹، مهران مدیری) و خبرنگار (به کارگردانی محمد حسن‌زاده) را دارد و در عرصهٔ نمایش هم نویسندگی و کارگردانی چندین تئاتر مذهبی نظیر ظهور خورشید، خورشید در پس ابر و آفتاب هشتم را بر عهده داشته است. وی همچنین در سریال شرایط خاص (۱۳۹۸) به کارگردانی وحید امیرخانی ایفای نقش کرده است. او در سال ۱۳۹۶ در برنامه سه ستاره به انتخاب مردم به عنوان بهترین مجری زن تلویزیون انتخاب شد.

## سایر فعالیت‌ها
- عضو کمیسیون تنظیم مقررات وزارت بهداشت جمهوری اسلامی ایران[۹]
- کارآموز وکالت[۱۰]
- اجرای اختتامیهٔ دومین جشنوارهٔ هنرهای اسلامی «طواف تا ولایت»
- اجرای ویژه‌برنامهٔ «دختران مقاومت» (برگزارشده توسط خانهٔ شهریاران جوان) در تالار ایوان شمس[۱۱]
- دبیری و اجرای همایش‌های «مهدویت و مدرنیته» در دانشگاه تهران و اصفهان[۸]
- بازی در نمایشنامهٔ «تراژدیِ عروسک چینی» برگزیدهٔ جشنوارهٔ «راهِ روشن» در بخشِ نمایشنامه‌خوانی (به کارگردانیِ آزاده احمدیان)[۱۲]
- اجرای ویژه‌برنامهٔ همایش سراسری زوج‌های خوشبخت (رادیو ایران)
- اجرای مراسم جشن روز ملّی دختران (روز تمام لیلی‌ها)[۸]
- اجرای پنجمین جشنواره نوشتار سینمایی[۱۳]

## اجراهای تلویزیونی
- کبوتر دات‌کام (شبکه ۱) (از سری برنامه‌های نیم‌رخ)[۶]
- سه‌نقطه (شبکه تهران)[۱۴][۱۵]
- به خانه برمی‌گردیم (شبکه تهران)[۱۶]
- روز از نو (شبکه ۲)
- ویژه‌برنامه‌های تبریک، خانوادهٔ عزیز، پابوس و… (شبکهٔ دو)[۱۷][۱۸]
- کافه سؤال (شبکهٔ دو)[۱۹]
- رو به راه (شبکهٔ دو)[۲۰]
- جزیرهٔ مجنون (شبکه ۵)[۲۱]
- ویژه برنامهٔ ناردونه (شبکه تهران)[۲۲]
- بوی عیدی ویژه برنامهٔ سال تحویل ۱۳۹۶[۲۳]
- بهترین شکل ممکن (شبکه ۲)[۲۴][۲۵]
- همین نزدیکی[۲۶]
- فاز[۲۷]
- چلهٔ عشق (شبکه دو)[۲۸]
- حوالی حرم (شبکه سه)[۲۹]
- کاملاً دخترونه (شبکه سه)[۳۰]
- شب آرام (شبکه ۳)ویژه برنامه شب یلدا ۱۳۹۸
- بنات نبات (شبکه ۳) ویژه برنامه روز دختر ۱۳۹۸
- مستند هوای تو (شبکه ۳) ۱۳۹۸
- مهنا (پخش اینترنتی) ۱۴۰۰[۳۱]
- بی‌نهایت شو (شبکه ۳)
- بسته پیشنهادی (شبکه ۲)
- دیدار آفتاب[۳۲]
- پنج ستاره (شبکه تهران) (ویژه برنامه نوروز ۱۴۰۲)[۳۳]
- یلدای ایرانی (ویژه برنامه یلدا ۱۴۰۲)
- شب فیروزه‌ای (شبکه تهران) (ویژه برنامه یلدا ۱۴۰۳)
- خوشا شیراز (شبکه فارس)

## اجرای رادیویی
- رادیو چین (۱۴۰۳)
- سلوک سپیده (شبکه صدای آشنا)[۳۴]
- روزی برای ما (رادیو ایران)
- سفارشی (رادیو ایران)
- روزگار جوانی (رادیو ایران)[۳۵]
- بهترین شکل ممکن (شبکه صدای آشنا)
- برندگان (به سردبیری مژده لواسانی و اجرای فرزاد حسنی)[۳۶]
- مصطفای عشق (شبکه صدای آشنا)[۳۷]
- آبنبات (به سردبیری مژده لواسانی و کارگردانی و اجرای فرزاد حسنی از شبکه صدای آشنا)[۳۸]
- بستهٔ پیشنهادی (شبکه صدای آشنا)[۳۹][۴۰][۴۱]
- یادمان باشد (شبکه صدای آشنا)
- سلام نوجوان (رادیو ایران)
- پیدا و پنهان (رادیو گفتگو)[۴۲]
- دانش و هوش (رادیو ایران)[۴۳]
- سقاخانه
- شب رستگاری
- شب آفتابی (به سردبیری مژده لواسانی و اجرای فرزاد حسنی)
- روز آفتابی (شبکه صدای آشنا)
- اینجا ایران است و من تو را دوست دارم (شبکه صدای آشنا)[۴۴]
- اینجا ایستگاه نیست (شبکه صدای آشنا)
- اوج رستگاری (شبکه صدای آشنا)
- آب بابا (شبکه صدای آشنا)
- یک روز آرام (شبکه صدای آشنا)
- مفیدِ عصر (شبکه صدای آشنا)
- تیغ جهل (شبکه صدای آشنا)
- کرامت سرخ (شبکه صدای آشنا)
- بغضِ بارانی (شبکه صدای آشنا)
- مادرِ آیینه‌ها (شبکه صدای آشنا)
- پردهٔ نقره‌ای (رادیو گفتگو)[۴۵]
- دشنه بر تارک خورشید
- پیشِ مهربانی خدا
- غروب هفتم
- براتِ قدر
- ناگهان عطش (به سردبیری مژده لواسانی و اجرا و بازیِ فرزاد حسنی از شبکه صدای آشنا)[۴۶]
- کوچهٔ ترانه، پلاک ۱۹ (رادیو ایران)[۴۷]
- سلام تعطیلات
- استودیو خانواده[۴۸]
- باجهٔ مطبوعات خانواده (رادیو ایران)[۴۹]
- پاییز شد، زمستان شد (به سردبیری، تهیه‌کنندگی و روایت مژده لواسانی و نویسندگی و روایت حسین متولیان از شبکه صدای آشنا)[۵۰][۵۱]
- سودای سیمرغ (رادیو گفتگو)[۵۲]
- بخش شامگاهی پنجشنبه‌های رادیو پیام
- آفتاب سلام (رادیو گفتگو)
- نگاه نقره‌ای (ویژه برنامه جشنواره فیلم فجر۹۸-رادیو گفتگو)
- الف ب بسم‌الله - ویژه نمایشگاه کتاب ۱۴۰۱ تا ۱۴۰۳ (رادیو گفتگو)
- کتابی‌شو - ویژه نمایشگاه کتاب ۱۴۰۴ (رادیو تهران با همکاری مؤسسه مطبوعاتی همشهری)

## کتاب صوتی
- یادت باشد (۱۳۹۸)
- اینک شوکران (۱۳۹۸)
- پایتخت کهن (۱۳۹۸)

## بازیگری
- فردا دیر است (حسن فتحی) (۱۳۷۶–۱۳۷۷)
- پلاک ۱۴ (مهران مدیری) (۱۳۷۹)
- خبرنگار محمد حسن‌زاده
- نمایشنامه خوانی تراژدی عروسک چینی (۱۳۸۴)
- شرایط خاص (وحید امیرخانی) (۱۳۹۸)

## جوایز و دستاوردها
- گویندهٔ برگزیدهٔ سیزدهمین نکوداشت برنامه‌سازان برتر هفتهٔ دفاع مقدس برای اجرای برنامهٔ پیدا و پنهان در رادیو گفتگو[۵۵][۵۶]
- برگزیدهٔ نخستین جشنواره بین‌المللی عفاف و حجاب (نور) در بخش گزارش‌های صوتی[۵۷]
- نامزد بهترین سردبیری و بهترین نویسندگی در بخش روتین دوازدهمین جشنواره بین‌المللی رادیو برای برنامهٔ مصطفای عشق[۵۸]
- انتخاب به عنوان مجری برتر تلویزیون در سال ۱۳۹۲ در نظرسنجی هفته‌نامهٔ سروش.[۵۹]
- انتخاب به عنوان مجری برتر خانم سال ۱۳۹۵ در نظرسنجی برنامهٔ سه ستاره.[۶۰][۶۱]

## داوری‌ها
- داوری جشنواره فیلم کودک سال۹۸[۶۲]
- داور جشنواره داستان کوتاه بحران۱۴۰۰
- داوری جشنواره ستارگان صحنه سال ۱۴۰۱
- داوری جشنواره مولانا ۱۴۰۲[۶۳]
- داوری جشنواره چند رسانه ای میراث فرهنگی ۱۴۰۲[۶۴]